# Arijanet Muric
Arijanet Anan Muric (în albaneză Arijanet Samir Muriqi; n. 7 noiembrie 1998, Schlieren, cantonul Zürich, Elveția) este un fotbalist elvețian, muntenegrean și kosovar, care joacă pe post de portar la Ipswich în EFL Championship. Pe plan internațional, are prezențe la națională pentru Muntenegru U21⁠(d) și Kosovo.

## Tinerețe
Muric s-a născut în Schlieren, Elveția din părinții albanezi din Rožaje, Muntenegru. El deține pașapoartele Kosovoului, Muntenegrului și Elveției.

## Cariera pe echipe

### Primii ani
Muric este un produs al mai multor echipe elvețiene de tineret, cum ar fi YF Juventus, Zürich și Grasshoppers. În 2015, a ajuns la echipa de tineret a lui Manchester City.

### Manchester City

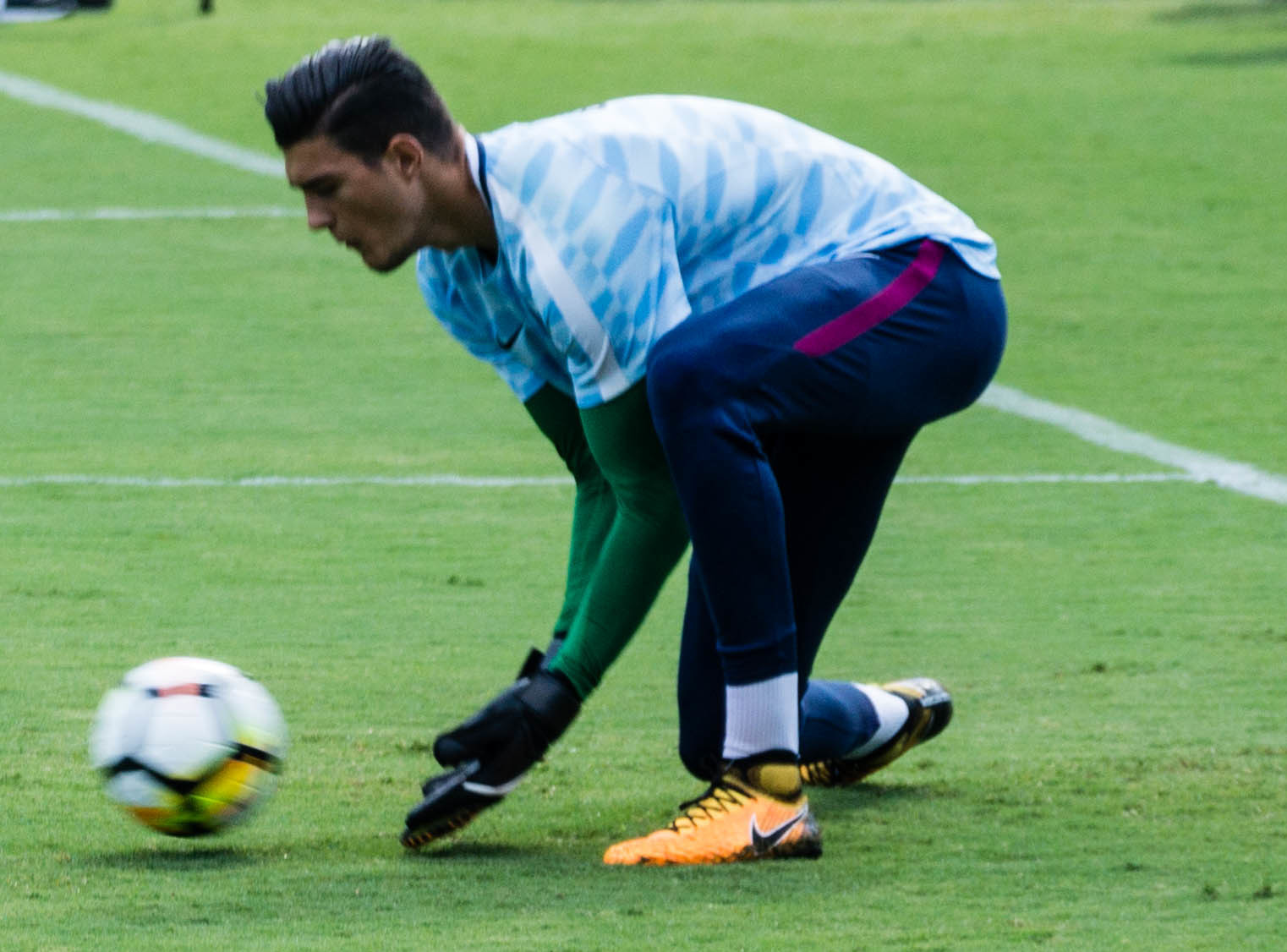
Muric la Manchester City în iulie 2017.

La 27 iulie 2017, Muric a semnat un contract pe trei ani cu Manchester City.

#### Împrumutul la NAC Breda
La 31 iulie 2018, Muric a ajuns la echipa NAC Breda din Eredivisie, sub formă de împrumut pe un sezon. La 18 august 2018, el și-a făcut debutul în fotbalul profesionist într-o victorie de 3-0 împotriva lui De Graafschap, fiind integralist.

#### Întoarcerea la Manchester City
La 22 august 2018, cu Muric jucând un singur meci, cel cu NAC Breda, Manchester City l-a rechemat din împrumut pentru a-l înlocui pe Claudio Bravo, care se accidentase, luându-i locul ca a doua opțiune de portar a echipei. Trei zile mai târziu, a fost inclus în lotul lui Manchester City fiind pentru prima dată rezervă într-un meci din Premier League împotriva lui Wolverhampton Wanderers. Debutul său cu Manchester City a venit pe 25 septembrie în runda a treia a Cupei EFL 2018-19 împotriva lui Oxford United, în care a fost integralist.

## Cariera la națională

### Muntenegru

#### Sub-21
La 22 august 2017. Muric a fost convocat la naționala sub 21 de ani a Muntenegrului pentru meciul de calificare la Campionatul European de tineret sub 20 de ani al UEFA din 2019 împotriva Kazahstanului U21 și pentru meciul amical cu Bosnia și Herțegovina U21. La 5 septembrie 2017, a debutat pentru Muntenegru U21 într-un meci amical cu Bosnia și Herțegovina U21, fiind integralist. A jucat pentru Muntenegru U21 în ambele partide, și a fost eliminat în fiecare, prima dată după ce a mânuit mingea în afara careului împotriva Bosniei și Herțegovinei U21, iar celălalt pentru că i-a dat un cap în figură unui adversar în meciul cu Slovenia U21. În ciuda faptului că și-a declarat dorința de a juca pentru Muntenegru, după ce nu a fost chemat la naționala mare, el a optat să joace pentru reprezentativa Kosovoului.

### Kosovo
La 26 august 2018, Federația de Fotbal a Kosovo a anunțat printr-un comunicat că, după câteva luni de discuții, Muric a decis să joace pentru echipa națională a Kosovoului. La 9 noiembrie 2018, a primit o telegramă de convocare din partea Kosovo pentru meciurile din Liga Națiunilor UEFA 2018-2019 împotriva Maltei și Azerbaidjanului. La 20 noiembrie 2018, el și-a făcut debutul pentru Kosovo într-un meci din Ligii Națiunilor UEFA 2018-2019 împotriva Azerbaidjanului, după ce a fost numit în echipa de start.

## Statistici privind cariera

### Club
De la meci jucat 23 ianuarie 2019 
| Club                 | Sezon         | Campionat                       | Campionat | Campionat | Cupa Națională | Cupa Națională | Cupa Ligii | Cupa Ligii | Continental | Continental | Alte    | Alte   | Total   | Total  | Ref    |
| Club                 | Sezon         | diviziune                       | Meciuri   | Goluri    | Meciuri        | Goluri         | Meciuri    | Goluri     | Meciuri     | Goluri      | Meciuri | Goluri | Meciuri | Goluri | Ref    |
| -------------------- | ------------- | ------------------------------- | --------- | --------- | -------------- | -------------- | ---------- | ---------- | ----------- | ----------- | ------- | ------ | ------- | ------ | ------ |
| Manchester City U21  | 2017-2018     | Liga de Dezvoltare Profesională | -         | -         | -              | -              | -          | -          | -           | -           | 3       | 0      | 3       | 0      | [ 21 ] |
| Manchester City U21  | 2018-2019     | Liga de Dezvoltare Profesională | -         | -         | -              | -              | -          | -          | -           | -           | 1       | 0      | 1       | 0      | [ 22 ] |
| Manchester City U21  | Total         | Total                           | -         | -         | -              | -              | -          | -          | -           | -           | 4       | 0      | 4       | 0      | [ 22 ] |
| Manchester City      | 2017-2018     | Premier League                  | 0         | 0         | 0              | 0              | 0          | 0          | -           | -           | -       | -      | 0       | 0      | [ 21 ] |
| Manchester City      | 2018-2019     | Premier League                  | 0         | 0         | 0              | 0              | 5          | 0          | 0           | 0           | 0       | 0      | 5       | 0      | [ 22 ] |
| Manchester City      | Total         | Total                           | 0         | 0         | 0              | 0              | 5          | 0          | 0           | 0           | 0       | 0      | 5       | 0      | [ 22 ] |
| NAC Breda (împrumut) | 2018-2019     | Eredivisie                      | 1         | 0         | 0              | 0              | -          | -          | -           | -           | -       | -      | 1       | 0      | [ 20 ] |
| NAC Breda (împrumut) | Total         | Total                           | 1         | 0         | 0              | 0              | -          | -          | -           | -           | -       | -      | 1       | 0      | [ 20 ] |
| Total carieră        | Total carieră | Total carieră                   | 1         | 0         | 0              | 0              | 5          | 0          | 0           | 0           | 4       | 0      | 10      | 0      | [ 20 ] |

1. ↑  All appearance(s) in EFL Trophy at 2017–18 season
2. ↑  All appearance(s) in EFL Trophy at 2018–19 season

### Meciuri la națională
Începând cu data de 20 noiembrie 2018
| Echipa națională | An    | Meciuri | Goluri |
| ---------------- | ----- | ------- | ------ |
| Kosovo           | 2018  | 1       | 0      |
| Total            | Total | 1       | 0      |

## Titluri
Manchester City
- Cupa FA: 2018-2019[24]
- Cupa EFL: 2018-2019[25]